# رنزی فلیز
رنزی فلیز (به انگلیسی: Rhenzy Feliz) یک هنرپیشه و خواننده آمریکایی است که بیشتر به خاطر صداپیشگی در نقش کامیلو مادریگال در انیمیشن افسون محصول والت دیزنی شناخته می‌شود.

## زندگی و حرفه
فلیز در برانکس از یک مادر مجرد ۲۱ ساله به دنیا آمد. او تبار دومینیکن است. مادرش او را به فلوریدا نقل مکان کرد، جایی که طبق گزارش‌ها او در حالی که هنوز در مدرسه ابتدایی بود در هشت مدرسه مختلف تحصیل کرد. ما به فلوریدا نقل مکان کردیم زیرا او از سرما متنفر بود و نمی‌خواست من در چنین محیطی بزرگ شوم. نیویورک در آن زمان… و به خاطر او، دوران کودکی بسیار خوبی را سپری کردم.» پس از ازدواج مجدد مادرش، آنها به لس آنجلس نقل مکان کردند و او به دبیرستان سانتا مونیکا رفت و در آنجا به دلیل علاقه به آن در درام تحصیل کرد. او و تیمش فینالیست‌های مسابقه مونولوگ آگوست ویلسون ۲۰۱۶ و برنامه کانون موسیقی مرکز موسیقی بودند که در آن شهرت یافت.
فلیز نقش الکس وایلدر را در فراریان مارول دریافت کرد. او به عنوان مارک، «مرد جوانی که خانه را در جستجوی ماجراجویی ترک کرده‌است» به عنوان مهمان در کوین (احتمالا) جهان را نجات می‌دهد ظاهر شد.
در سال ۲۰۲۱، فلیز صداپیشگی شخصیت کامیلو مادریگال را در انیمیشن ساخت والت دیزنی به نام افسون انجام داد.
در سال ۲۰۱۸، فلیز با بازیگر ایزابلا گومز قرار گرفت.

## فیلم‌شناسی
| یادداشت      | نقش                   | عنوان          | سال  |
| ------------ | --------------------- | -------------- | ---- |
|              | تای                   | همه با هم‌اکنون | ۲۰۲۰ |
| بازیگر اصلی  | کامیلو مادریگال (صدا) | افسون          | ۲۰۲۱ |
|              | وسلی                  | نوار مناقصه    | ۲۰۲۱ |
| نقش در آینده | بنا پارت              | دختر بدون نام  | ۲۰۲۲ |

## تلویزیون
| قسمت‌ها               | نقش                  | عنوان                             | سال       |
| -------------------- | -------------------- | --------------------------------- | --------- |
| قسمت۱۰               | اسپنسر               | گاه به گاه                        | ۲۰۱۶      |
| قسمت۵                | هارون                | گرگ نوجوان                        | ۲۰۱۷      |
| بازیگر اصلی          | الکس وایلدر/پسر قاضی | فراریان مارول                     | ۲۰۱۹–۲۰۱۷ |
| قسمت: "دوستان قدیمی" | مارک                 | کوین (احتمالا) جهان را نجات می‌دهد | ۲۰۱۸      |
| قسمت: "Drive-In"     | چاد                  | داستان‌های ترسناک آمریکایی         | ۲۰۲۱      |